# A XII-a Dinastie Egipteană
Wegaf (1773-1769) a fost un faraon în Egipt care a domnit 4 ani.
- Numele de naștere: Wegaf, cu o semnificație incertă.

Unii egiptologi au derivat numele dintr-un titlu militar semitic (wqf). K. Ryholt a respins această ipoteză, afirmând că numele este de origine egipteană, deoarece nu este scris prin intermediul scrierii silabice utilizată pentru redarea numelor străine. Cercetătorul propune traducerea „Ca el să poată mesteca“, presupunând că avem de-a face cu o deficiență fizică a faraonului, adică suveranul întâmpina greutăți la ingestie. Această propunere ni se pare forțată. De fapt, numele este compus din radicalul wg<3/i> și pronumele sufix f „el“. P. Wilson a precizat faptul că verbul wg implică acțiunea maxilarului de jos, prin urmare calități distructive. Ca atare, numele se poate traduce prin „El care mestecă“, verbul având un sens metaforic. Acest fapt reiese și din forma transmisă în limba coptă a cuvântului care are înțelesul de „a lovi, a strivi, a distruge“. O atare semnificație poate este în legătură cu numele-Horus al faraonului: Sekhem- netjeru „Forța zeilor“, dar și cu numele-nebti Khai-bau „Manifestarea/ Apariția puterii“. În funcție de modalitatea de percepere a primului semn hieroglific al numelui (semnul monoconsonantic w / u), numele faraonului este transliterat fie Wegaf, fie Ugaf.
Numele de domnie: Khui - taui - Re „Cel care ocrotește ambele țări, un Re“.
În conformitate cu Canonul Regal din Torino (col. VI, 5) și Lista de la Karnak (VII, 4) primul domnitor al dinastiei a XIII-a este un anumit Khui-taui-Re. Multă vreme identitatea acestui faraon a fost obiectul unei vii dispute în rândul egiptologilor. Mai mult, ultima sinteză privind cea de-a Doua Perioadă Intermediară, aparținând cercetătorului K. Ryholt, sugerează faptul că Wegaf ar fi fost succesorul lui Amenemhat al VII-lea, un alt suveran al dinastiei a XIII-a, iar primul faraon ar fi fost Sobekhotep I. O atare afirmație ar presupune o greșeală a Canonul Regal din Torino, în care scribul ar fi „omis“ sau ar lipsi din text elementul <Sekhem> din numele de domnie (Sekhem-Re-Khui-taui) al lui Sobekhotep I. În primul rând, în textul documentului în discuție nu există, la col. VI. 5, spațiu  care să indice lipsa sau dispariția elementului Sekhem. Apoi, faptul că nu-mele de domnie Khui-taui-Re trebuie asociat cu Wegaf ne este dovedit de textul unei inscripții descoperite la Mirgissa, în Nubia.
Singura problemă ridicată de Papirusl Regal din Torino ar fi lipsa unei liniuțe ( egală cu un an în scrierea hieroglifică) din porțiunea care stabilește numărul anilor de domnie ai lui Wegaf. Ceea ce s-a conservat până în zilele noastre ar indica numai 2 ani, 3 luni și 28 de zile; lipsa unui an este dovedită de textul unei stele a lui Wegaf de la Abydos(v. mai jos). 
Dinastia a XIII-a marchează începutul unei noi ere în istoria Egiptului faraonic, ceea ce specialiștii numesc a Doua Perioadă Intermediară. În general, perioadele intermediare sunt intervale dominate de lipsa de unitate a țării, timp în care coexistă mai mulți suverani și ca atare mai multe dinastii în diferite părți ale țării. Totuși, la începutul dinastiei a XIII-a se poate vorbi încă de o unitate a teritoriului, iar capitala țării continuă să fie Iti-Taui. 
În conformitate cu datele pe care le deținem, Wegaf n-a fost urma-șul legitim al lui *Amememhat al IV-lea sau al reginei Neferu-Sobek , ci era un militar, așa cum rezultă din textul unui sigiliu, adică un uzurpator. 
Datele referitoare la domnia lui, cel puțin până în momentul de fa-ță, sunt reduse la număr. știm cu precizie că a menținut dominația egip-teană până la a II-a cataractă a Nilului. Mărturie este o stelă descoperită la Mirgissa și o statuie acefală de la Semna. Pe acest ultim monument regele poartă ținuta caracteristică sărbătorii sed, iar pe partea dreaptă a tronului se află următoarea inscripție: „ Zeul cel bun, stăpânul celor două țări, stăpânul riturilor, regele Egiptului de Sus și de Jos, Khui-taui-Re, fiul lui Re, Wegaf, îndrăgit de <zeul> Dedun, cel care rezidă în Ta-Seti“.
Pe un ostracon datând din Epoca Târzie, așa-numita Plachetă Ru-bensohn, numele lui Wegaf apare alături de cel al unui anume Sesostris.
La Karnak cunoaștem un fragment al unei stele aparținând faraonului și o statuie acefală a acestuia.
La templul zeului Monthu din Medamud o arhitravă a fost resta-urată de către Amenemhat al VII-lea  în numele lui Wegaf, act prin care primul faraon menționat dorea să-și legitimeze domnia, el nefiind dintr-o familie regală. În cadrul aceluiași templu, un ușor purtând numele lui Wegaf a fost uzurpat de către Sobekhotep al III-lea.
Cel mai semnificativ document al lui Wegaf este o stelă cintrată descoperită la începutul secolului trecut de către A. Mace la Abydos, pie-să care actualmente se află la Muzeul Egiptean din Cairo(JdE 35256). Particularitățile epigrafice ale stelei ne permit să afirmăn faptul că obiectul a fost uzurpat de către *Neferhotep I. 
Cele mai importante pasaje ale textului sunt: „(r. 1)…În anul 4, Maiestatea Mea…a decretat protejarea pământului sacru (r. 2) la sud de Abydos în beneficiul tatălui său Wepwawet, stăpânul necropolei …interzicând (r. 3) pentru oricine să calce pe acest pământ sacru. Două stele vor fi ridicate la sud de el și două la nord, gravate cu numele cel mare al Maiestății Mele…(r. 4) Sudul pământului sacru se identifică cu acele stele care vor fi ridicate în partea sudică, iar nordul prin acele stele care vor fi ridicate (r. 5)în partea nordică. Cât privește pe oricine care va fi găsit între aceste stele, cu excepția unui preot (r. 6) aflat la datorie, el va fi ars. Mai mult, dacă orice oficial ar încerca să-și construiască un mormânt în incinta (r. 7) acestui loc, el va fi raportat și această lege i se va aplica și lui…“.
Textul este un decret regal, prin intermediul căruia Wegaf insituie protecția unui teritoriu sacru dedicat zeului Wepwawet la Abydos. Zona în discuție se situează în depresiunea aflată între templul lui Osiris și Umm el-Qaab. Decretul, după cum am văzut, delimitează clar zona sacră prin intermediul a patru stele de hotar, impune interdicții în zona respectivă, dar specifică în r. 8 faptul că în afara lui oricine își poate ridica un mormânt.
Importanța decretului este dublă: în primul rând ne îngăduie să stabilim faptul că Wegaf a domnit 4 ani (v. mai sus), dar arată și interesul regilor dinastiei a XIII-a față de Abydos, unde se celebrau misteriile lui Osiris.